# Драган Петков
Драган Ставрев Петков е български учител и революционер, деец на Вътрешната македоно-одринска революционна организация.

## Биография
Петков е роден на 24 юли 1879 година в Ресен, Османската империя, днес Северна Македония. В 1899 година завършва българската класическа гимназия в Битоля. В периода 1899 – 1901 година работи като учител в битолското село Бабино, а от 1901 до 1902 година – в Боище. Арестуван е в 1902 година и е осъден на 101 години затвор. В 1903 година е амнистиран. По време на Смилевския конгрес Петков е определен за ресенски районен началник. В деня на Илинденско-Преображенското въстание е арестуван отново. Според османските документи Даскал Драган е син на Ставре, българин, православен, обвинен като „български бунтовник“, осъден от Извънредния съд на 5 години затвор в твърдина. Петков лежи в Битолския затвор. Амнистиран е с общата амнистия от 12 април 1904 година.
Драган Петков работи отново като учител, след като излиза от затвора. В периода 1904 – 1905 година учителства в Рамна, Битолско, а от 1905 – 1906 година – в Брежани, Охридско. От 1906 до 1911 година живее в САЩ, където емигрира, след като е подгонен от турските власти.